# Iris (Auge)

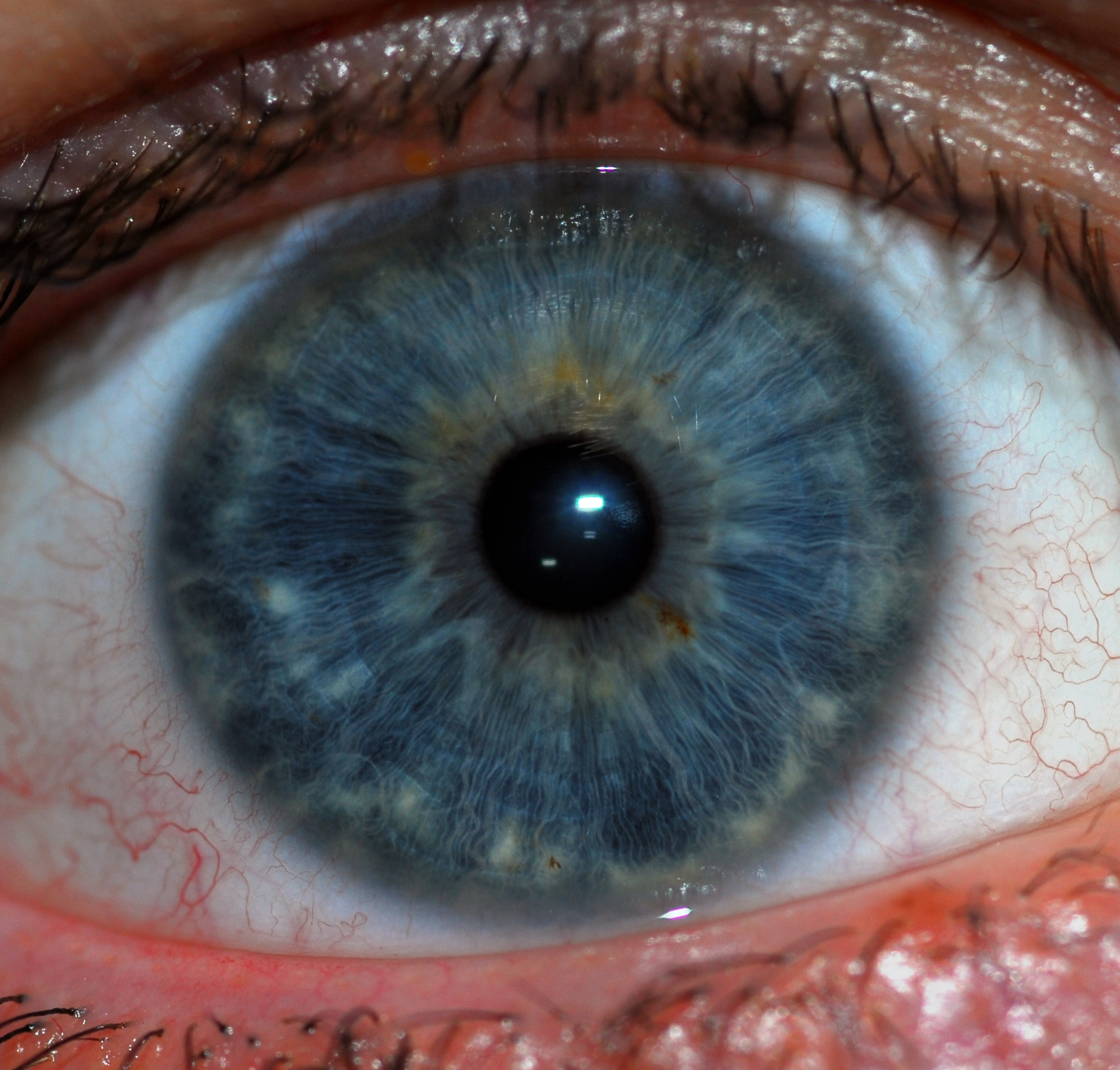
Blaue Iris

Die Iris (Mehrzahl Iris, Iriden oder Irides; von altgriechisch ἶρις iris ‚Regenbogen‘, bereits bei Galenos auch ‚Regenbogenhaut im Auge‘) oder Regenbogenhaut ist die durch Pigmente gefärbte Blende des Auges. Sie liegt als vorderer Anteil der zweiten Gewebsschicht (Uvea) des Auges am Übergang (Limbus) von der Hornhaut zur weißen Augenhaut und trennt die vordere von der hinteren Augenkammer. Der innere Irisrand bildet die Pupille, das Sehloch, und liegt als Margo pupillaris auf der Vorderfläche der Linse. Die glatte Irismuskulatur reguliert durch die Veränderung des Pupillendurchmessers den Lichteinfall in das Auge (Adaptation).
Sie hat einen Durchmesser von etwa 12 Millimetern.

## Muskulatur der Iris
Die Iris setzt mit ihrer Iriswurzel am Ziliarkörper an und lässt in ihrer Mitte eine Öffnung, die Pupille, frei. Diese hat die Funktion einer Blende. Deren Weite wird unwillkürlich durch die Kontraktion von Muskeln geregelt: pupillenrandnah führt der ringförmige, parasympathisch innervierte Musculus sphincter pupillae zu einer Verengung der Sehöffnung (Miosis). Der fächerförmig an der Hinterseite der Iris verlaufende und sympathisch innervierte Musculus dilatator pupillae weitet die Pupillenöffnung (Mydriasis). Beide bewirken das Pupillenspiel, die unwillkürliche Anpassung an die unterschiedlichen Lichtverhältnisse und die Reaktion auf eine Erhöhung des Sympathikotonus (bspw. Erschrecken).

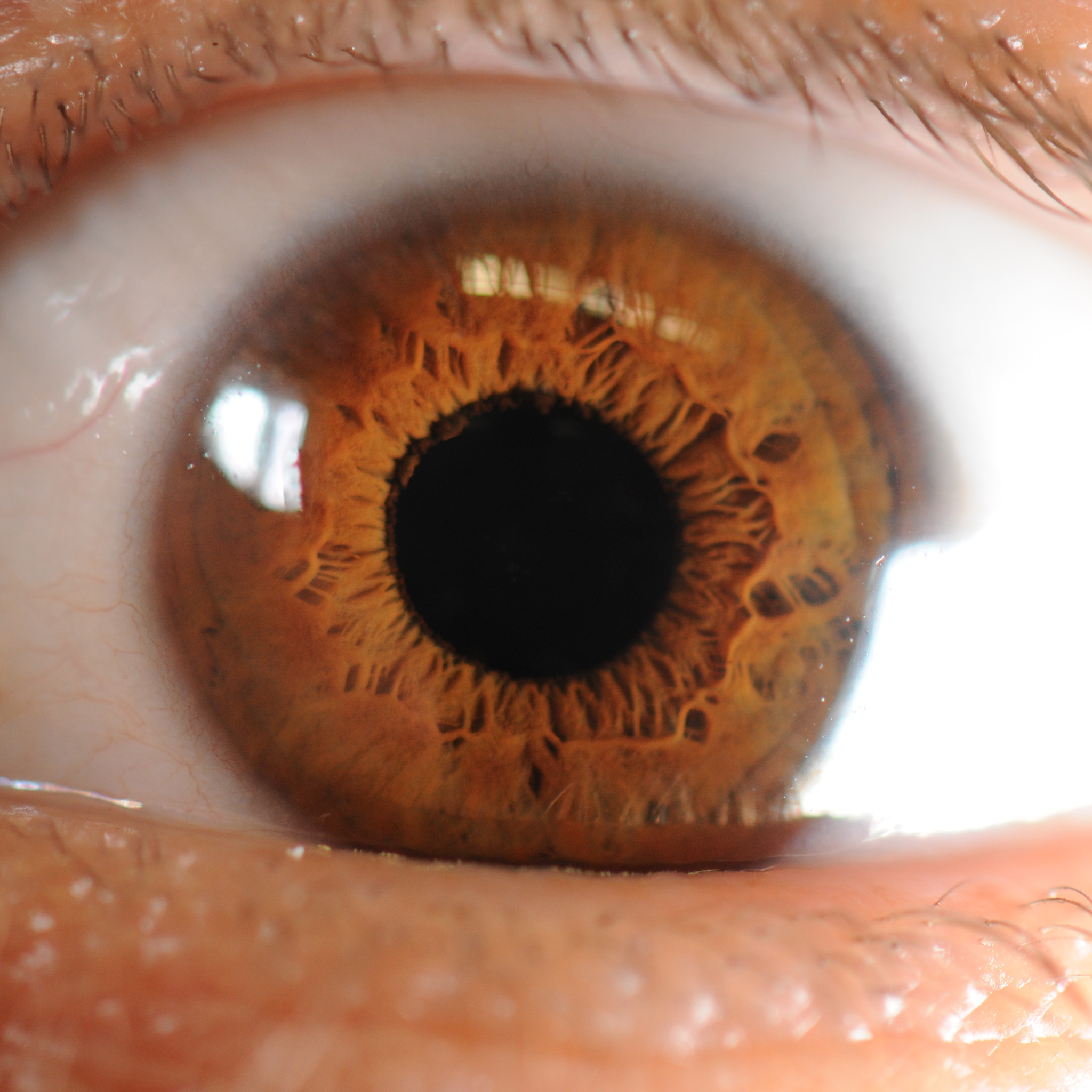
Braune Iris
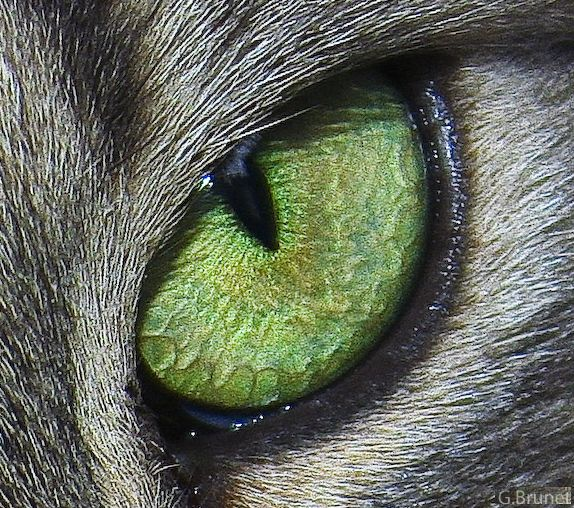
Türkisgrüne Iris einer Hauskatze

## Feinbau

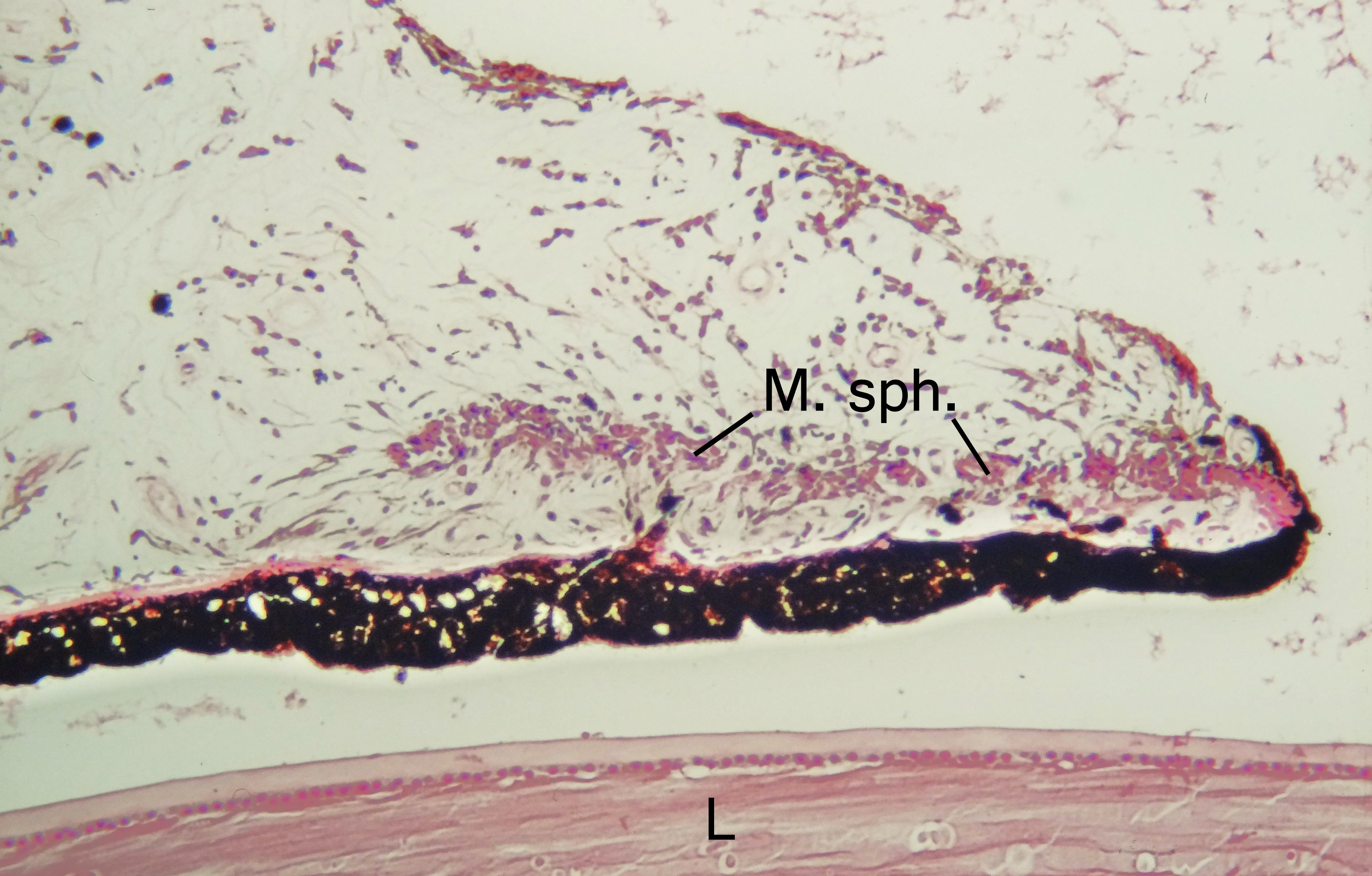
Mikroskopisches Schnittbild des pupillennahen Irisbereiches, M. sph. M. sphincter pupillae, L Augenlinse

Die Iris ist aus zwei Schichten aufgebaut. Der vordere Teil – das Stroma – stammt mit Ausnahme der enthaltenen Pigmentzellen aus dem Mesoderm, der hintere Teil – das Pigmentblatt, auch Pars iridica retinae – und die Pigmentzellen des Stromas aus dem Ektoderm. Das im Pigmentblatt enthaltene Pigment bewirkt, dass Streulicht gefiltert und die Intensität des einfallenden Lichts reguliert wird und verbessert damit die Optik. Das im Stroma enthaltene Pigment bestimmt die Augenfarbe: Ein hoher Pigmentanteil im Stroma färbt die Iris braun, ein niedrigerer lässt sie grün bis blau oder grau erscheinen. 
Da die Struktur des Irisstromas bei jedem Menschen unterschiedlich ausgeprägt ist, wird die Iris-Erkennung ähnlich dem Fingerabdruck zur Personenidentifizierung (Biometrie) benutzt. Ähnlich können bei Pferden die individuell gestalteten Traubenkörner zur Identitätsfeststellung genutzt werden.
Die beiden Muskeln leiten sich von der äußeren Schicht des embryonalen Augenbechers und damit vom Neuroektoderm ab. Sie gehören zur glatten Muskulatur. Der Sphinctermuskel liegt im Stroma des pupillennahen Drittels der Iris und besteht aus zirkulär um die Pupille angeordneten glatten Muskelzellen (s. Abb.). Den Dilatatormuskel bilden Myofilament-reiche, radiär angeordnete basale Fortsätze des Pigmentblattes.
Die pseudowissenschaftliche Iridologie oder Irisdiagnostik behauptet, durch Beobachtung des Zustandes und der Veränderlichkeit des sichtbaren Irisgewebes Aussagen über Erkrankungen oder Prädispositionen des Körpers machen zu können. Es gibt allerdings keinerlei empirische Belege für eine Wirksamkeit dieser Methode.

## Erkrankungen
Beim Albinismus fehlt das Pigment völlig, so dass die Iris durchscheinend ist und durch die Blutgefäße des ebenfalls pigmentarmen Augenhintergrundes rötlich erscheint. Der fehlende Pigmentgehalt bei dieser Erkrankung ist auch ein Grund für die Sehbehinderung von Lebewesen mit Albinismus, da die Iris hier ihre Blendenfunktion nicht erfüllen kann: Licht dringt auch durch die Iris selbst auf die für geringe Helligkeiten gebauten Stäbchen und führt zur Blendung und damit zu einer gestörten Entwicklung der Sehfunktion im Säuglings- und Kleinkindesalter. Bei vielen Albinismusformen liegt zusätzlich eine Fehlbildung der Netzhaut mit Fehlen der Fovea vor.
Das (angeborene oder erworbene) Fehlen der Iris wird Aniridie genannt. Defekte der Iris nennt man Kolobome.
Die Iridozyklitis (Entzündung von Iris und Ziliarkörper) ist ein Symptom verschiedener rheumatischer Erkrankungen, z. B. des Morbus Bechterew, kommt aber auch als eigenständige Erkrankung vor.
Eine Atrophie (Irisatrophie) kann auch im Rahmen des seltenen iridokornealen endothelialen Syndromes als Essentielle Irisatrophie auftreten.
Als Iridodialyse bezeichnet man den traumatischen partiellen oder vollständigen Abriss der Iris vom Ziliarkörper.
Um der Blendempfindlichkeit und den Einschränkungen bei Patienten mit angeborenen oder erworbenen Irisdefekten zu begegnen, sind künstliche Intraokularlinsen mit aufgemalter Iris, neuerdings auch künstliche Iris-Implantate zum Einsatz gekommen. Wenn ausgedehnte Defekte an der Iris vorliegen und zugleich eine Kunstlinse benötigt wird, kommt die Implantation einer Aniridie-Intraokularlinse infrage.
Eine Reihe von neurologischen Erkrankungen manifestiert sich unter anderem in der Störung der Pupillomotorik.
Chirurgische Eingriffe unterschiedlicher Indikation und Technik an der Iris sind die Iridodesis, Iridektomie, Iridotomie und Laser-Iridotomie sowie rekonstruktive bzw. ästhetische Verfahren (Iris-Implantat).